# Dichodontus fissicornis
Dichodontus fissicornis är en skalbaggsart som beskrevs av Gilbert John Arrow 1911. Dichodontus fissicornis ingår i släktet Dichodontus och familjen Dynastidae. Inga underarter finns listade i Catalogue of Life.